# 极度恐慌3
《极度恐慌3》（英語：F.E.A.R. 3）是一款由Day 1 Studios開發，华纳兄弟娱乐公司發行的驚嚇類第一人称射击游戏。是《极度恐慌2：起源计划》的續作，也是《极度恐慌》系列第三套作品。本作於2010年4月8日正式宣佈，並邀得導演約翰·卡本特協助製作過場動畫。遊戲原定於2010年發售，但經過數次延期後發售日從原定的2010年先後延至2011年三月、五月，最後於2011年6月21日正式上市

## 玩法
《极度恐慌3》承襲了系列中第一人称射击與驚嚇遊戲混合的風格，並新增了多人合作模式與及一種類似殺戮地帶3的掩護系統。
遊戲中玩家可以選擇扮演Pointman或Paxton Fettel，兩者分別為系列第一集的主角和反派。扮演Pointman的玩家操作與前作無異：以各種不同的槍械擊倒敵人，並擁有讓時間流動緩慢的能力；Fettel則能以各種超能力與及附身於敵人身上輔助Pointman完成關卡。
遊戲提供線上與及離線分割畫面合作模式，而在單人遊戲中玩家以Pointman完成任關卡後就能選擇使用Fettel進行遊戲。

### 多人連線
戰慄突擊3的多人連線部份共有四種模式："Fucking Run"、"Contractions"、"Soul Survivor"及"Soul King"。
在"Fucking Run"中，四位玩家需要合作解決越來越強的敵人，同時亦需要逃避一面不斷接近玩家們的"死亡之牆"。"Contractions"類似決勝時刻：戰爭世界以及決勝時刻：黑色行動中的殭屍模式：玩家需要不斷修復被撬開的窗戶並屯積武器以應付共20波的怪物，同時地圖會隨玩家生存時間漸漸被濃霧覆蓋，增加氣氛及遊戲難度。"Soul Survivor"裡，其中一位玩家會被隨機抽選成為"幽靈"。幽靈需要在限時之內透過附身敵人追殺其餘三位玩家獲勝。而"Soul King"中四位玩家皆為幽靈，並以附身殺敵多寡決定勝負。

## 故事背景
在九個月前，Armacham公司位於美國西北部城市Fairport的研究設施被奪走研究中的複製士兵軍團。隸屬於F.E.A.R.的Pointman與他的隊伍被派往調查，期間Pointman發現嫌兇正是他擁有超常力量的母親Alma與弟弟Paxton Fettle。Pointman為阻止二人而引發的一連串事件最終導致一場毀滅性的大爆炸：大半個Fairport被毀，只有Pointman和部份隊員生還。
爆炸後四個月的Fairport仍然處於混亂的狀態：種種跡象顯示Alma與其強大的超自然力量並未隨爆炸消失，陰魂不散的她在廢墟中嘗試延續自己的血脈；Armachem的保全隊伍不擇手段地企圖消滅所有與事件相關的證據；同時餘下的F.E.A.R.隊員盡力尋求制止Alma的辦法。

## 外部連結
- 官方網頁 （页面存档备份，存于）